# Electric Wizard (album)
Electric Wizard è l'album di debutto dell'omonimo gruppo inglese, pubblicato nel 1995 dalla Rise Above Records. Electric Wizard è stato pubblicato nuovamente nel 1999 come doppio CD insieme al loro secondo album Come My Fanatics....

## Tracce
1. Stone Magnet – 4:54
2. Mourning Prayer – 5:07
3. Mountains of Mars – 3:46
4. Behemoth – 8:55
5. Devil's Bride – 6:31
6. Black Butterfly – 8:19
7. Electric Wizard – 9:52
8. Wooden Pipe – 0:08

## Formazione
- Jus Oborn - voce, chitarra solista e chitarra ritmica
- Tim Bagshaw - basso
- Mark Greening - batteria, percussioni, tastiere, pianoforte